# Nikki Hanseblad
Nikki Hanseblad, född 20 februari 2002, är en svensk skådespelare.
Hanseblad medverkade i filmen Så jävla easy going där hon spelade, Joanna, en av filmens huvudroller. Hon har även medverkat i filmen En del av dig.

## Filmografi (i urval)
- 2022 – Så jävla easy going
- 2024 – En del av dig